# John Noble
John Noble (Port Pirie, 20 agosto 1948) è un attore australiano, noto per l'interpretazione del sovrintendente di Gondor Denethor, padre di Boromir e Faramir, nei film Le due torri e Il ritorno del re della trilogia de Il Signore degli Anelli e per il ruolo di Walter Bishop nella serie televisiva Fringe.

## Biografia
Dal 2008 al 2013 ha fatto parte del cast della serie televisiva Fringe, in cui interpretava il ruolo di Walter Bishop. Interpreta il magnate immobiliare Leland Monroe nel videogioco L.A. Noire. Dopo aver ricoperto il ruolo ricorrente di Henry Parrish nella serie TV Sleepy Hollow, dal 2014 entra a far parte del cast regolare.

## Filmografia

### Attore

#### Cinema
- The Dreaming, regia di Mario Andreacchio (1988)
- A Sting in the Tale, regia di Eugene Schlusser (1989)
- Call Me Mr. Brown, regia di Scott Hicks (1990)
- The Nostradamus Kid, regia di Bob Ellis (1993)
- La maschera di scimmia (The Monkey's Mask), regia di Samantha Lang (2000)
- Il Signore degli Anelli - Le due torri (The Lord of the Rings: The Two Towers), regia di Peter Jackson (2002)
- Il Signore degli Anelli - Il ritorno del re (The Lord of the Rings: The Return of the King), regia di Peter Jackson (2003)
- Fracture, regia di Larry Parr (2004)
- Voodoo Lagoon, regia di Nick Cohen (2006)
- Running (Running Scared), regia di Wayne Kramer (2006)
- Una notte con il re (One Night with The King), regia di Michael O. Sajbel (2006)
- Risen, regia di Neil Jones (2010)
- The Conjuring - Per ordine del diavolo (The Conjuring: The Devil Made Me Do It), regia di Michael Chaves (2021)

#### Televisione
- Police Rescue – serie TV, episodio 1x10 (1991)
- Time Trax – serie TV, episodio 1x21 (1993)
- Big Sky – serie TV, episodio 1x25 (1997)
- Water Rats – serie TV, episodio 3x26 (1998)
- Artight – film TV (1999)
- Tales of the South Seas – serie TV (2000)
- Virtual Nightmare – film TV (2000)
- Metropolitan Police (The Bill) – serie TV, episodio 17x59 (2001)
- The Lost World – serie TV, episodio 3x05 (2001)
- Inferno di fuoco (Superfire), regia di Steven Quale – film TV (2002)
- Stingers – serie TV, episodio 5x18 (2002)
- The Outsider – film TV (2002)
- Young Lions – serie TV, 4 episodi (2002)
- Il mistero di Natalie Wood (The Mystery of Natalie Wood) – film TV (2004)
- All Saints – serie TV, 32 episodi (1998-2004)
- Stargate SG-1 – serie TV, episodio 9x20 (2006)
- Home and Away – serie TV, 9 episodi (2001-2006)
- Il tesoro delle Fiji (Pirate Islands: The Lost Treasure of Fiji) – serie TV, 13 episodi (2007)
- 24 – serie TV, episodi 6x12-6x13 (2007)
- The Unit – serie TV, episodio 3x02 (2007)
- Journeyman – serie TV, 1 episodio (2007)
- Fringe – serie TV, 100 episodi (2008-2013) - Walter Bishop
- Dark Matters: Twisted But True – serie di documentari TV, 13 episodi (2011)
- Sleepy Hollow – serie TV, 25 episodi (2013-2017)
- The Good Wife – serie TV, 2 episodi (2014)
- Forever – serie TV, episodio 1x22 (2015)
- Elementary – serie TV, 13 episodi (2015-2016)
- The Librarians – serie TV, episodio 4x01 (2017)
- Salvation – serie TV, 4 episodi (2017)
- Legends of Tomorrow – serie TV (2018)
- The Blacklist – serie TV, 2 episodi (2017-2018)
- Hunters – serie TV, 1 episodio (2020)
- The Boys – serie TV, episodio 2x07 (2020)
- Cowboy Bebop – serie TV (2021)
- Scissione (Severance) - serie TV, 1 episodio (2025)

### Doppiatore
- The Saboteur – videogioco (2009)
- L'ultimo dominatore dell'aria (The Last Airbender), regia di M. Night Shyamalan (2010)
- L.A. Noire – videogioco (2011)
- Batman: Arkham Knight – videogioco (2015), nel ruolo dello Spaventapasseri
- Legends of Tomorrow – serie TV (2017-2018)
- Star Trek: Prodigy – serie animata (2021-in corso)
- Twilight of the Gods - serie animata (2024)

## Doppiatori italiani
Nelle versioni in italiano delle opere in cui ha recitato, John Noble è stato doppiato da:
- Oreste Rizzini ne Il Signore degli Anelli - Le due torri (edizione estesa) e Il Signore degli Anelli - Il ritorno del re
- Pietro Biondi in Sleepy Hollow, The Conjuring - Per ordine del diavolo
- Paolo Marchese in The Lost World, Forever
- Gianni Giuliano in The Librarians, Scissione
- Carlo Valli in Fringe, The Blacklist
- Michele Kalamera in Miss Fisher - Delitti e misteri
- Fabrizio Pucci in Stargate SG-1
- Franco Zucca ne Il tesoro delle Fiji
- Michele Gammino in Legends of Tomorrow
- Gerolamo Alchieri in The Good Wife
- Angelo Nicotra in Elementary
- Ugo Maria Morosi in Salvation
- Giovanni Caravaglio in Cowboy Bebop
- Giovanni Petrucci in The Unit
- Bruno Alessandro in Hunters
- Rodolfo Bianchi in The Boys
- Renato Cortesi in 24

Da doppiatore è stato sostituito da:
- Roberto Gammino in Legends of Tomorrow
- Paolo Marchese in L'ultimo Dominatore dell'aria
- Alberto Sette in Batman: Arkham Knight
- Gianni Quillico in Star Trek: Prodigy